# Opabinia
Opabinia is een geslacht van fossiele arthropoden dat bekend is van twee vindplaatsen: de Burgess shale in Canada en de fossielenvindplaats van Chengjiang in China. Het is vooral bekend als een van de eerste, uitgebreid bestudeerde fossiele soorten waarvan duidelijk is, dat het niet past in de bekende phyla. De enige bekende soort Opabinia regalis werd voor het eerst beschreven in 1912 door de ontdekker Charles Walcott. Tot op heden zijn minder dan twintig goed bewaarde exemplaren van Opabinia gevonden in de archeologische vindplaatsen van het Midden-Cambrium in de Burgess-leisteen in Brits-Columbia in Canada.

## Kenmerken
Het dier is zo afwijkend dat het nergens is thuis te brengen. Opabinia regalis werd aanvankelijk ingedeeld bij de geleedpotigen. In 1975 publiceerde Harry Blackmore Whittington een studie over het dier, waarin hij aantoonde dat het niet bij de geleedpotigen behoorde, maar ook niet in een ander phylum kon worden ondergebracht.
Het dier was gesegmenteerd en had een zacht, niet verkalkt buitenskelet. De segmenten waren niet via de buitenhuid met elkaar verbonden. De lichaamslengte varieerde tussen veertig en tachtig millimeter. Het hoofd droeg vijf volledig functionele, gesteelde ogen, die de drager een gezichtsveld van bijna 360° gaven. Er wordt aangenomen dat deze ogen samengestelde ogen waren. 
Een ander uniek kenmerk was de flexibele romp, die ongeveer een derde van de totale lengte van het lichaam was. Aan het einde van de slurf zat een grijpklauw. Er wordt aangenomen dat het dier de proboscis gebruikte om prooien te vangen en naar de mond onder de proboscis te brengen. De mond was op zijn beurt naar achteren gericht aan de onderkant van het hoofd. Het lichaam bestond uit vijftien lichaamssegmenten. Op deze segmenten waren er een aantal kieuwen en gepaarde zijdelingse tabvormige verlengingen, die moesten dienen voor voortbeweging. De gelobde verlengingen van de laatste drie segmenten vertoonden een andere opstelling en vormden de staart van het dier.

## Leefwijze
Opabinia regalis wordt verondersteld op de zeebodem te hebben geleefd, hoewel het mogelijk ook kon zwemmen om een prooi te achtervolgen.

## Classificatie
Opabinia met zijn gesegmenteerde lichaam en gepaarde lobvormige extensies, zag eruit als slechts enkele andere dieren van zijn tijd. Samen met Anomalocaris is Opabinia daarom ook opgenomen in de klasse Dinocarida.